# نوكيا X5
نوكيا X5 (بالإنجليزية: Nokia X5)‏ هو هاتف ذكي من نوكيا يعمل بنظام سيمبيان.

## الخصائص
- نظام التشغيل: سيمبيان
- الشاشة: إل سي دي
- الوزن: 120 غرام
- الذاكرة: 256 ميجابايت
- التخزين: 8 جيجابايت